# Pomezí (district de Svitavy)
Pour les articles homonymes, voir Pomezí.
Pomezí (en allemand : Laubendorf) est une commune du district de Svitavy, dans la région de Pardubice, en République tchèque. Sa population s'élevait à 1 306 habitants en 2024.

## Géographie
Pomezí se trouve à 4 km à l'est du centre de Polička, à 13 km au sud-ouest de Svitavy, à 53 km au sud-est de Pardubice et à 141 km à l'est-sud-est de Prague.
La commune est limitée par Květná au nord, par Vendolí et Radiměř à l'est, par Stašov au sud, et par Polička au sud-ouest et à l'ouest.

## Histoire
La première mention écrite du village date de 1265. Jusqu'en 1950, le village s'appelait Limberk.

## Galerie

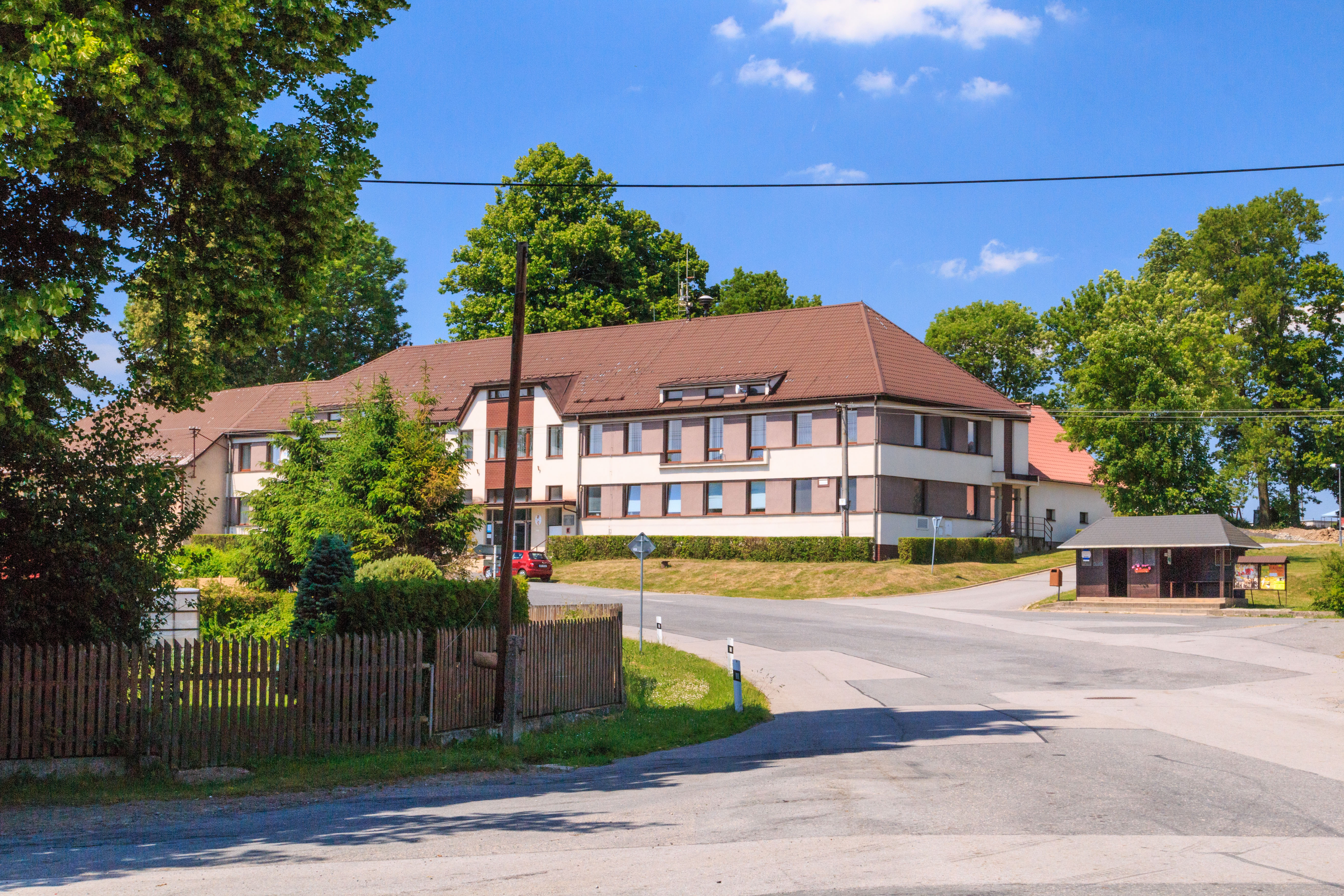
Pomezí : la mairie.
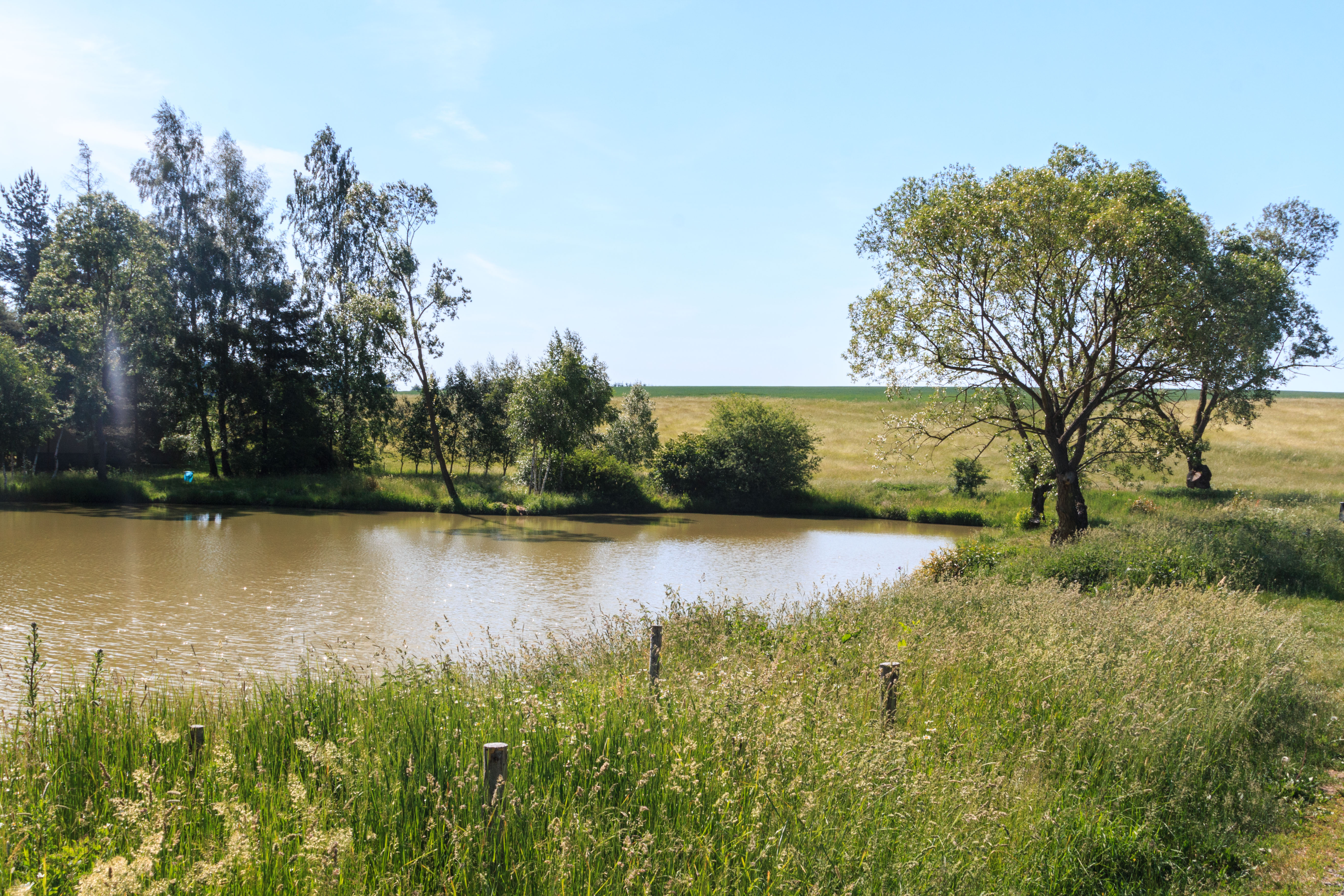
Étang à Pomezí.

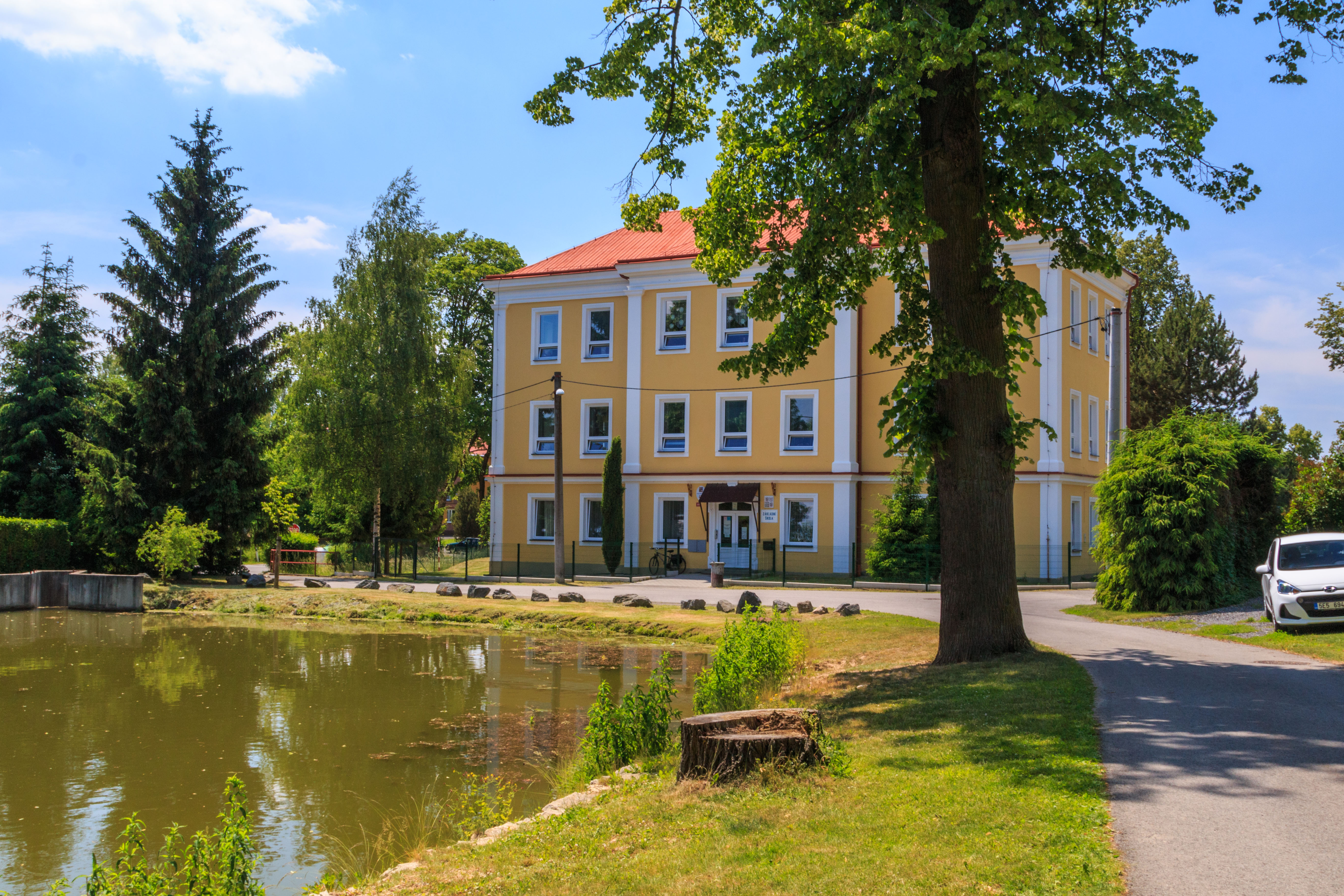
École à Pomezí.
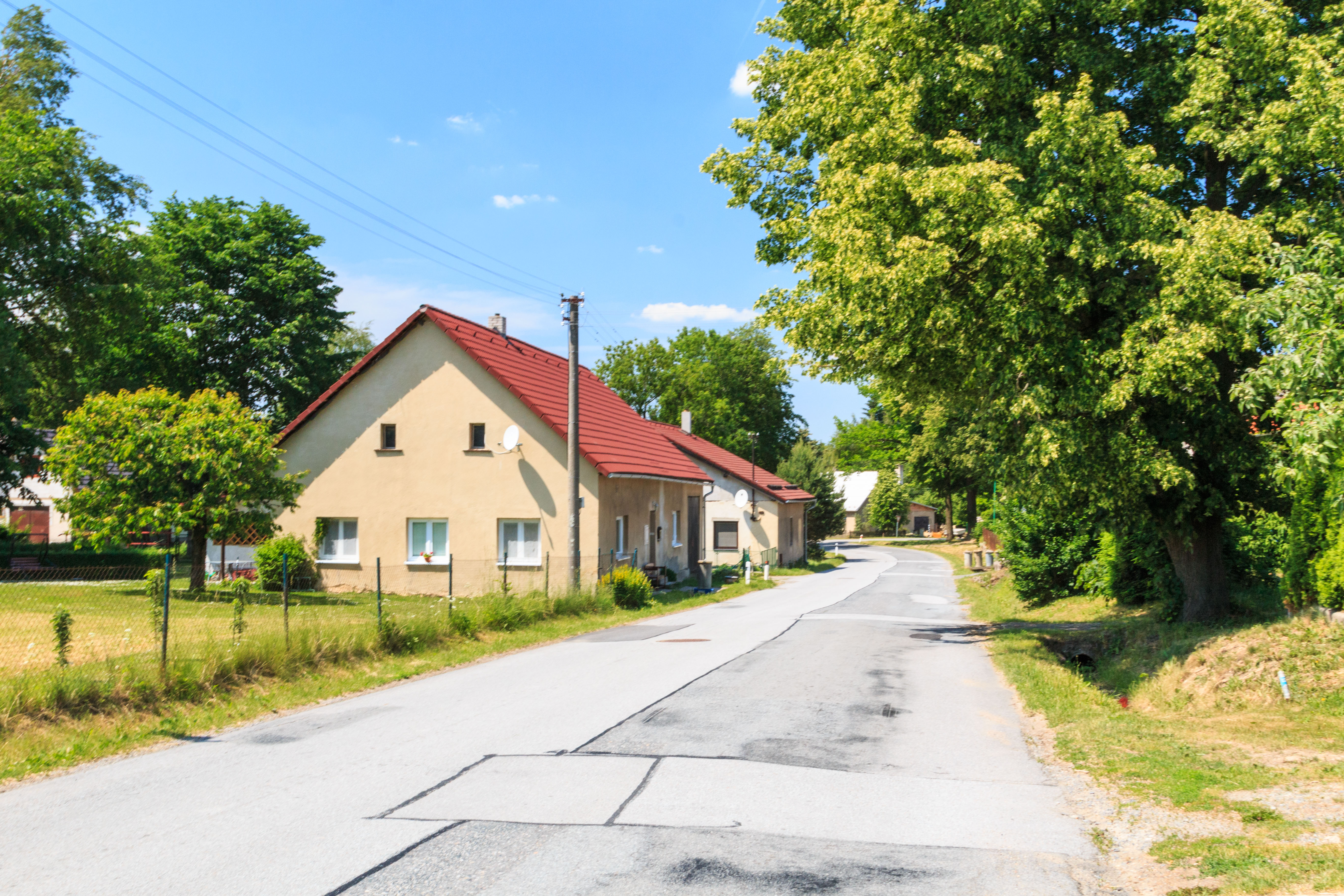
Rue à Pomezí.

## Transports
Par la route, Pomezí se trouve à 5 km de Polička, à 15 km de Svitavy, à 68 km de Pardubice et à 182 km de Prague. 